# I ungdomen

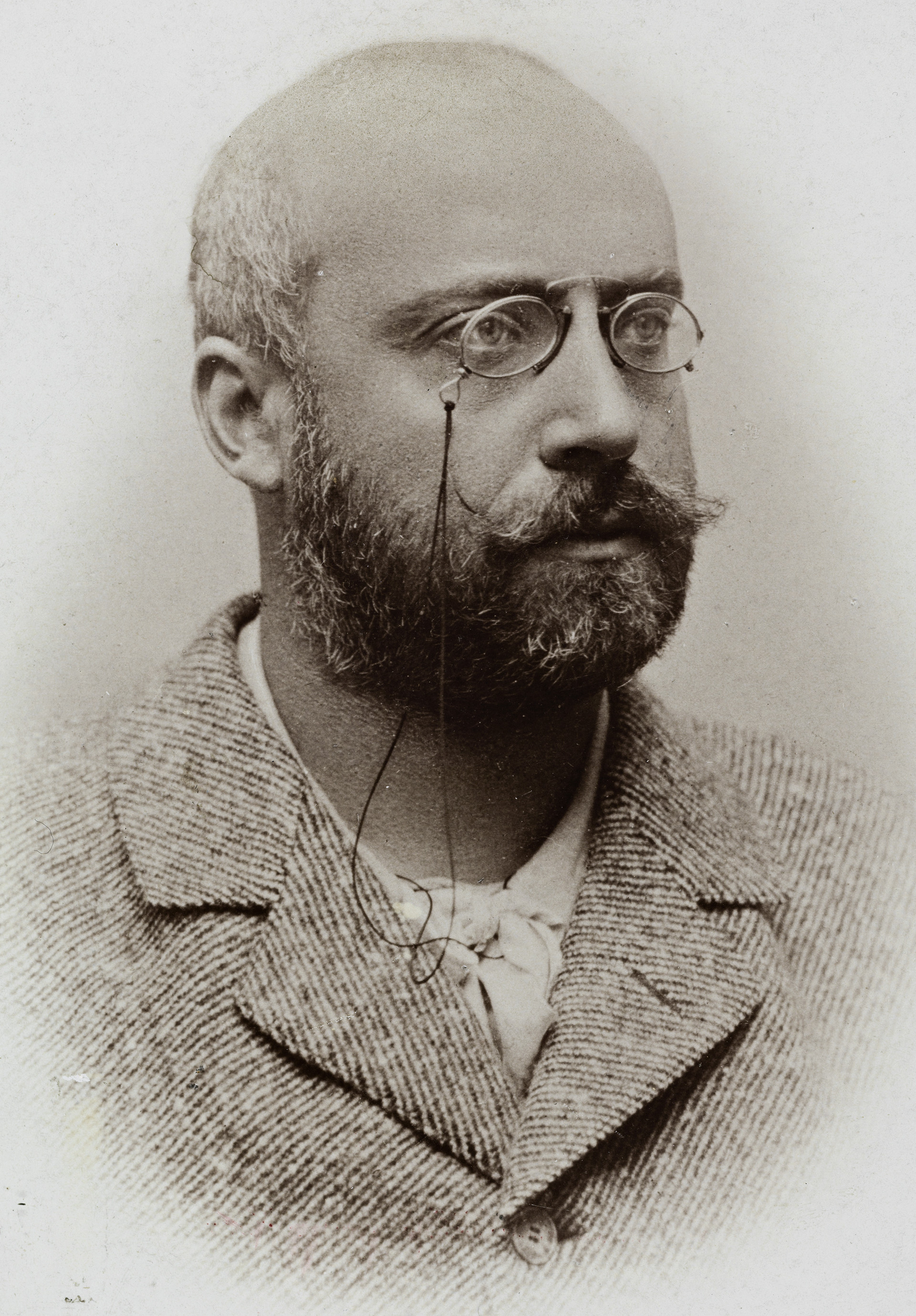
Gustaf Fröding år 1896.

I ungdomen är en dikt skriven av den svenska författaren, journalisten och poeten Gustaf Fröding. Dikten skrevs år 1891 och är en del av diktsamlingen Gitarr och dragharmonika. Dikten är relativt kort, den består av två stycken med sammanlagt 88 ord. Dikten är skriven med tekniken symbolik. Diktjaget skriver i jag-form och man förstår vem som skriver men inte vem den syftas till. 

## Bakgrund
Gustaf Fröding gav ut sina tre mest framgångsrika diktsamlingar relativt nära varandra i tid. Gitarr och dragharmonika var hans debutsamling. Hans hälsa var inte den bästa och mellan och 1889 och 1890 låg han inne på en nervkuranstalt i det schlesiska Görlitz. Där skrev han också klart sin debutsamling Guitarr och dragharmonika vilken innehåller dikten "I ungdomen". I denna samling profilerade han sig som en av 1890-talets främsta lyriker. En professor vid namn Johan Cullberg skrev Gustav Fröding och kärleken . I rapporten försökte han utifrån olika dokument och efterlämningar så som artiklar, brev dikter, diagnoser, dokument från sjukhus samt vetenskapliga utvärderingar försökt arbeta fram en slutsats gällande hur den olyckliga kärleken Fröding brottades med påverkade han skrivande. Cullberg kom till slut fram till att Gustaf Fröding skrev som ett sätt att avreagera sig.

## Karaktärer
Ingen direkt karaktär beskrivs i dikten. Dock är dikten skriven ur ett jag-perspektiv. Man får aldrig en beskrivning av hur personen som talar/skriver ser ut eller mår utan man får istället bilder av miljön runt om och olika liknelser mellan personens tankar och denna miljö. Skribenten använder sig inte av några ord som bevisar att den skriver till någon. Dikten har flera naturbeskrivningar som ska förstärka bilden genom auditiva intryck blandat med andra sinnesintryck och på så sätt påverka läsaren att leva sig djupare in i denna.

## Handling
Dikten handlar om moder natur och precis som i många av hans andra dikter, främst i denna diktsamling, kopplas den till naturen. Diktens namn blir en jämförelse mellan den omvälvande tiden som ungdom och den stillsamma men ändå snurriga naturen som finns runt om oss. Precis som många av Frödings övriga verk innefattar dikten ett par repliker som berör ämnet kärlek.

## Språk och stil
Skribenten har hela tiden använt sig av olika igenkännbara associationer för att skapa ett så starkt intryck av texten som möjligt. Ofta förekommer rim som ger ett bättre flyt för läsaren men också ett större tryck. Det skribenten försöker få fram i sin text är en bild av den avslappnande och trygga naturen som kan jämföras med den så underbara men också så röriga tiden som ungdom. Dikten är skriven med tekniken symbolik genom den starka kopplingen mellan beskrivningen av naturen och ungdomen. 

## Tid
Dikten skrevs för över hundra år sedan men är fortfarande relevant. Den var menad att skrivas i nutid och i dikten använder han sig av uttryck som till exempel "jag tror jag är kär" som är ett begrepp i presens. Den är inte föråldrad på så vis att man inte kan tänka sig in i den situation som utspelar sig dock är det inte lika många människor idag i vårt moderna samhälle låter sig njuta av naturen i samma mån som man gjorde på denna tid.

## Verken lever kvar
Trots det faktum att dikten skrevs för över hundra år sedan så lever verken kvar än idag. Gustaf Fröding är känd och uppskattad och många människor läser fortfarande hans verk. På grund av den kunskap han hade om metrik har hans texter visat sig vara lätta att tonsätta. Det kända bandet Mando Diao tolkade hans dikter och gjorde sånger av dem.